# Anton von Hohenzollern-Sigmaringen

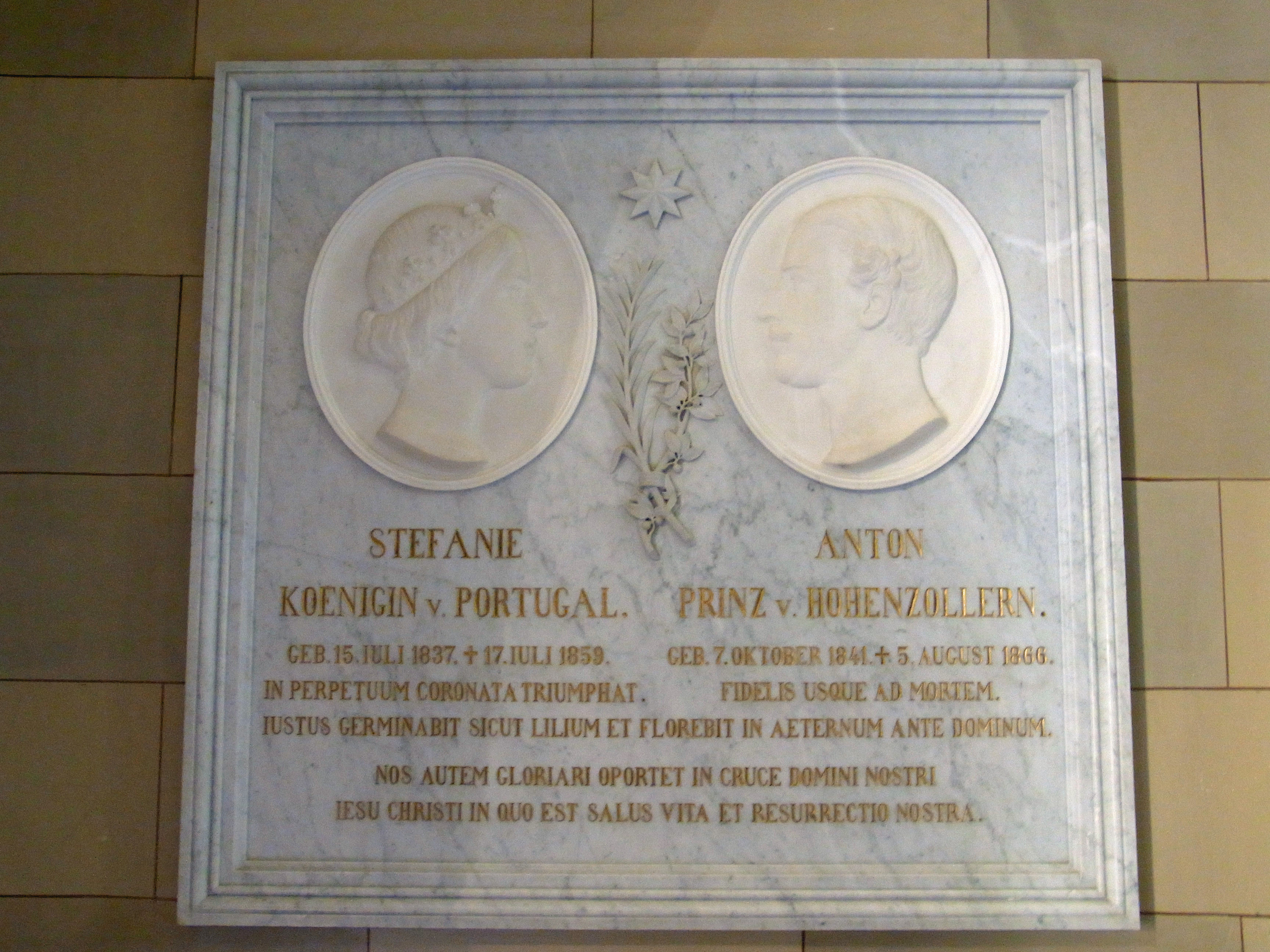
Gedenktafel in der Michaelskapelle der Burg Hohenzollern

Anton Egon Karl Friedrich von Hohenzollern (* 7. Oktober 1841 in Sigmaringen; † 5. August 1866 in Königinhof) war Prinz von Hohenzollern-Sigmaringen und preußischer Offizier.

## Leben
Anton war ein Sohn des hohenzollernschen Fürsten und preußischen Ministerpräsidenten Karl Anton (1811–1885) aus dessen Ehe mit Josephine (1813–1900), Tochter des Großherzogs Karl von Baden (1786–1818). Sein Bruder Karl wurde später als Carol I. König von Rumänien, seine Schwester Stephanie wurde Königin von Portugal. Die Kandidatur seines Bruders Leopold von Hohenzollern für die Spanische Thronfolge 1868–1870 war Anlass für den Deutsch-Französischen Krieg.
Anton trat 1859 in die Preußische Armee ein und diente als Sekondeleutnant à la suite im 1. Garde-Regiment zu Fuß. Er unternahm eine Orientreise.
Anton beteiligte sich im Deutschen Krieg an den Feldzügen seines Regiments. Er nahm an den Gefechten von Staudenz, Burkersdorf und Königinhof teil. Während der Schlacht bei Königgrätz wurde er im Dorf Rosberitz durch vier Gewehrkugeln im Oberschenkel schwer verwundet. Der spätere Generalfeldmarschall Remus von Woyrsch rettete ihn vom Schlachtfeld. Als er dem Prinzen einen Notverband um die zerschmetterten Knie anlegen wollte, wurden beide von Österreichern gefangen genommen, gleich darauf aber wieder befreit. König Wilhelm von Preußen schrieb im Eindruck der Schlacht an seine Gemahlin:

„Dass General Hiller von der Garde geblieben ist, wirst Du schon wissen, ein großer Verlust! Anton Hohenzollern hat vier Gewehrkugeln im Bein! ich weiß nicht, wie es ihm heute geht! er soll enorm brav gewesen sein.“

Anton lebte noch 33 Tage im Lazarett in Königinhof, bevor er an den Folgen seiner schweren Verwundung starb. Noch im Lazarett erhielt er vom preußischen König den Orden Pour le Mérite. Seine letzten Worte waren:

„Es gereicht mir zur großen Beruhigung, unter den Hohenzollern derjenige zu sein, welcher durch seinen Tod neues Zeugnis ablegt von der Tapferkeit unserer braven Armee.“

Der Tod des Prinzen erregte große Anteilnahme. Paul von Hindenburg, damals Sekondlieutenant des 3. Garderegiments zu Fuß, berichtet über Antons Verwundung in seinen Memoiren; er hatte die goldene Uhr des Prinzen in Verwahrung genommen.
1888 wurde in Wilmersdorf bei Berlin die Rosberitzer Straße in der Nähe von Sigmaringer Straße und Hohenzollerndamm auch zur Erinnerung an den Prinzen benannt.

## Fortleben
Auf seinen Tod in der Schlacht dichtete Georg Horn folgende Verse:
Auf den Tod des Prinzen Anton von Hohenzollern

So ging des Todes Hauch durch seine Züge,

So hat das neid´sche Schicksal sich als Lohn

Für Hohenzollerns gloriose Siege

Gefordert einen Hohenzollernsohn.

In Griechenlands erhabenen Denkmalen

Und in des Orients heißer Farbenpracht

War Dir in ew´gen Schönheitsidealen

Das deutsche jugendliche Herz erwacht.

Was auch an Reiz die Fremde Dir geboten,

Es war die Pflicht, die Dir vor Allem nah.

Und als daheim des Krieges Wetter drohten.

Da flog Dein Herz – war Prinz Anton schon da.

Wie wild der Kampf – und ach! wie Vielen

Der Arm ersank und wie die Wunde brennt!

Chlum, Rosberitz, das sind die Thermopylen

Von Preußens Erstem Garde-Regiment!

O, Hügel, roth von edlem Jugendblute,

Von tausend Muttertränen heiß benetzt,

Dort sankst auch Du in heil´gem Kampfesmuthe,

Du Fürstenjüngling, bis zum Tod verletzt!

Von Helldorff, Knesebeck, die Wedell,

Von Alvensleben – diese Tapfren sinds,

Die ihre treuen Herzen hoch und edel,

Im Tod bethätigt – und nun auch der Prinz.

Du bist gefolgt den braven Kameraden,

Sie traf der Tod jäh in das tapfre Herz;

Du warst ein Braver nicht allein durch Thaten,

Du wurdest Held auch durch des Duldens Schmerz.

Und wenn, nachdem der heiße Streit gewonnen,

Bekränzt mit Laub und unter Jubelei

Heimkehren nun die siegenden Kolonnen -

Ihr sechs vom Regiment seid nicht dabei.

Nichts trübt den Glanz auf Deinem Wappenschilde,

Dein Leben war so jugendrein und licht!

Und wer empfunden Deiner Sitten Milde,

Wird Dein gedenken, bis das Herz ihm bricht.

Daß Du so früh im Tode mußt erblassen

Und daß Dein letztes Wort war ein Ade!

Daß Deine theure Hand wir nicht mehr fassen! -

die Thräne stürzt – dem Herzen – ach wie weh!

Fahr wohl, Du edles Reis von Zollerns Eiche,

Der Mutter Glück, der Stolz des Vaters Du!

Der Lorbeer krönet Deine Stirn, die bleiche,

Und Engelstimmen singen Dich zur Ruh!
– Zitiert nach:Friedrich Carl Esbach